# Diode tuyết lở

Đặc tuyến V-A của một diode tuyết lở

Diode tuyết lở hay còn gọi là diode đợt thác (tiếng Anh: avalanche diode) là loại diode bán dẫn được chế tạo sao cho ở một điện áp phân cực ngược xác định thì xảy ra quá trình phóng điện "như tuyết lở". Điểm nối chất bán dẫn của diode tuyết lở được thiết kế để ngăn chặn sự tập trung dòng điện, nhằm tránh quá nóng, để diode không bị hư hại do sự cố.
Sự phá vỡ tuyết lở là do các phần tử tải điện thiểu số được tăng tốc đủ để tạo ra sự ion hóa trong mạng tinh thể, tạo ra nhiều hạt tải điện hơn và do đó tạo ra nhiều ion hóa hơn. Bởi vì sự cố lở tuyết là đồng nhất trên toàn bộ vùng nối (junction), điện áp đánh thủng gần như không đổi với dòng điện thay đổi khi so sánh với một diode không lở tuyết.
Các diode Zener thể hiện một hiệu ứng biểu kiến tương tự ngoài sự cố Zener. Cả hai hiệu ứng đều có trong bất kỳ diode nào như vậy, nhưng cái này thường chiếm ưu thế hơn cái kia. diode tuyết lở được tối ưu hóa cho hiệu ứng tuyết lở nên chúng thể hiện sự sụt giảm điện áp nhỏ nhưng đáng kể trong điều kiện đánh thủng, không giống như diode Zener luôn duy trì điện áp cao hơn sự cố. Tính năng này cung cấp khả năng chống sét lan truyền tốt hơn so với một diode Zener đơn giản và hoạt động giống như một sự thay thế ống phóng điện. Diode tuyết lở có hệ số nhiệt độ dương nhỏ của điện áp, trong đó diode dựa vào hiệu ứng Zener có hệ số nhiệt độ âm.